# Finnboda

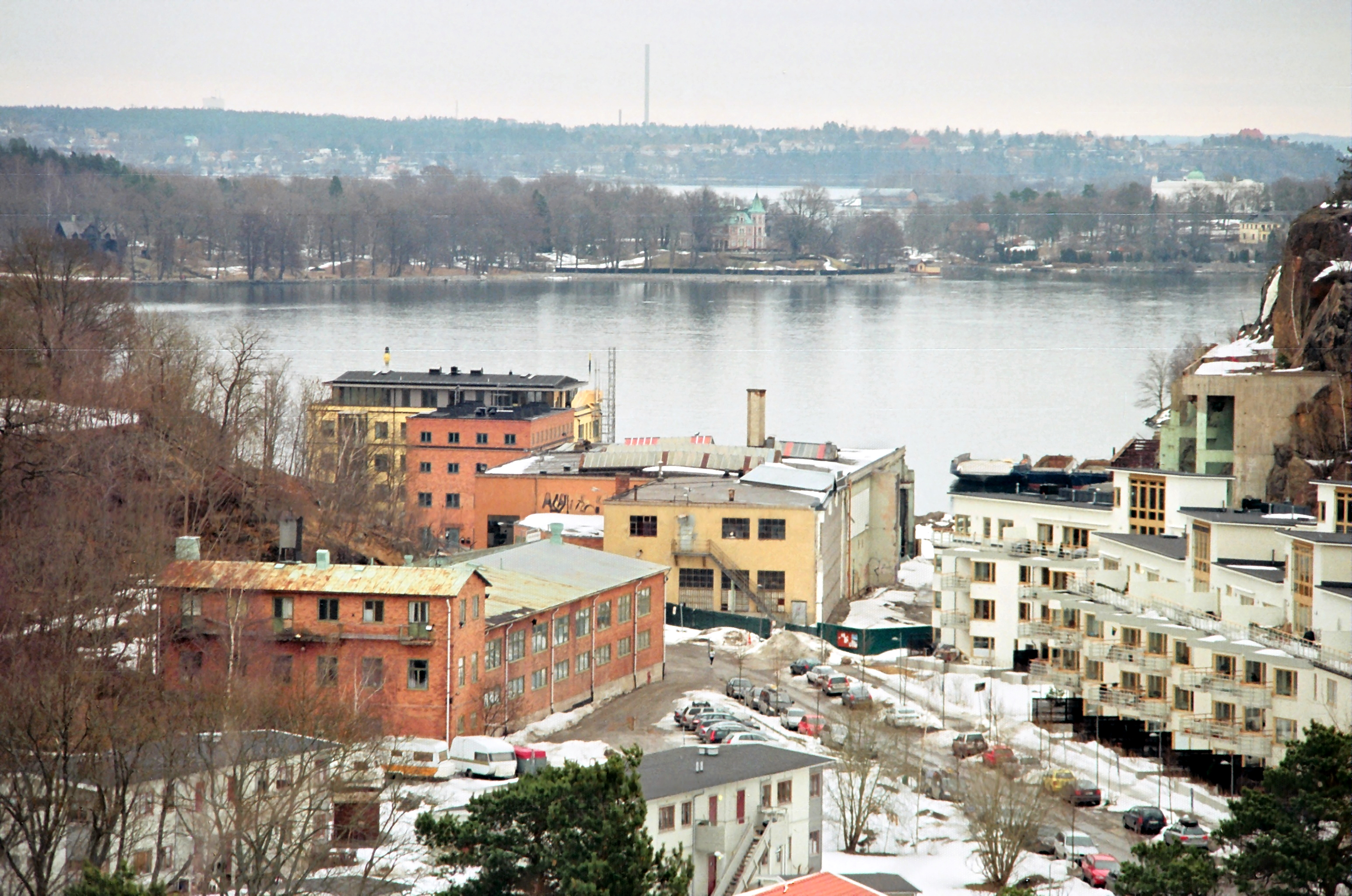
Översiktsbild över Finnboda varvs gamla område i mars 2011.

Finnboda (Finnboda Hamn) är ett område inom kommundelen Sicklaön i Nacka kommun. Det gränsar till Finnberget, Gäddviken, Henriksdal med Trolldalen och Henriksborg. På området låg mellan 1884 och 1991 Finnboda varv.

## Historik

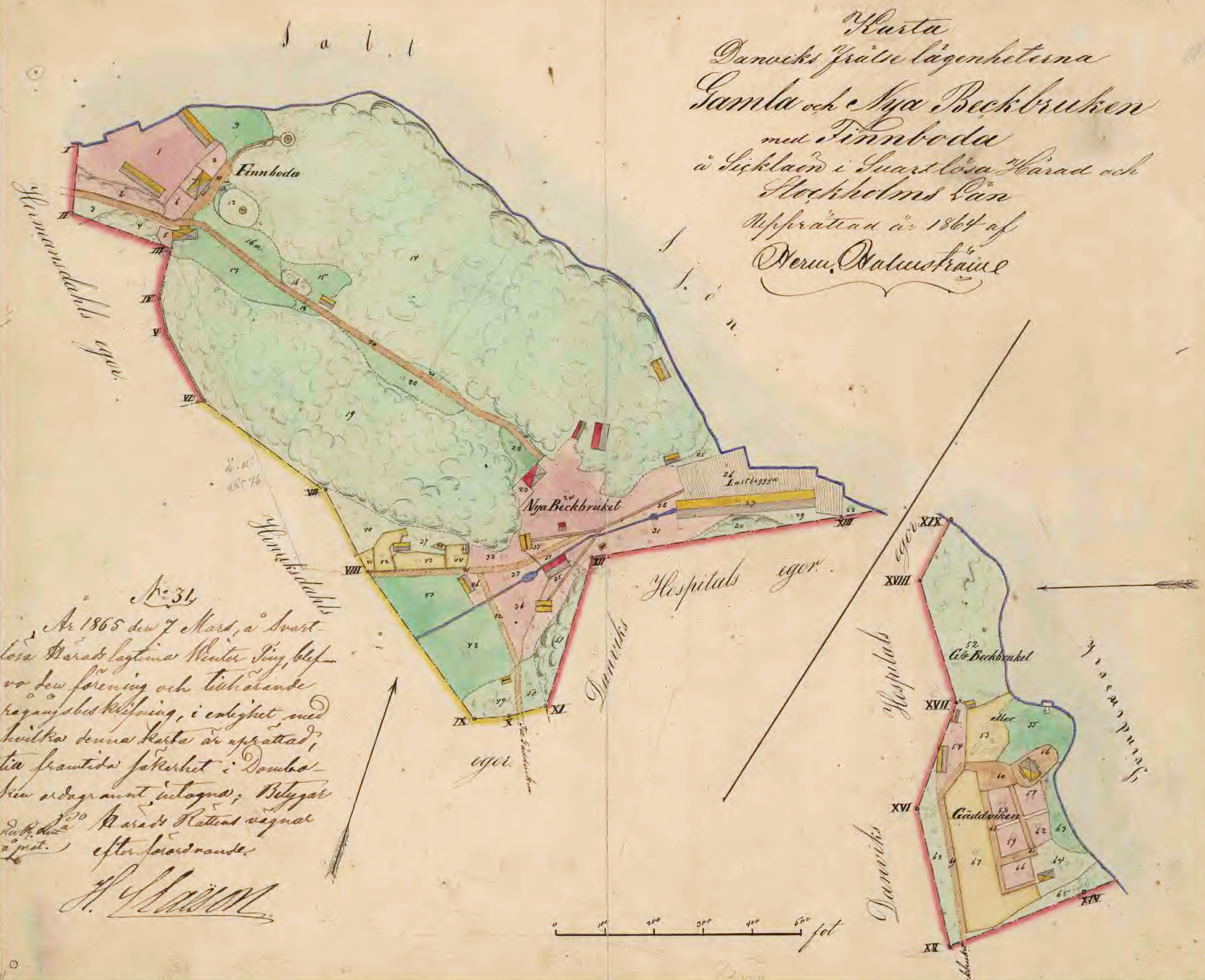
Finnboda torp och "Nya Beckbruket" 1865.

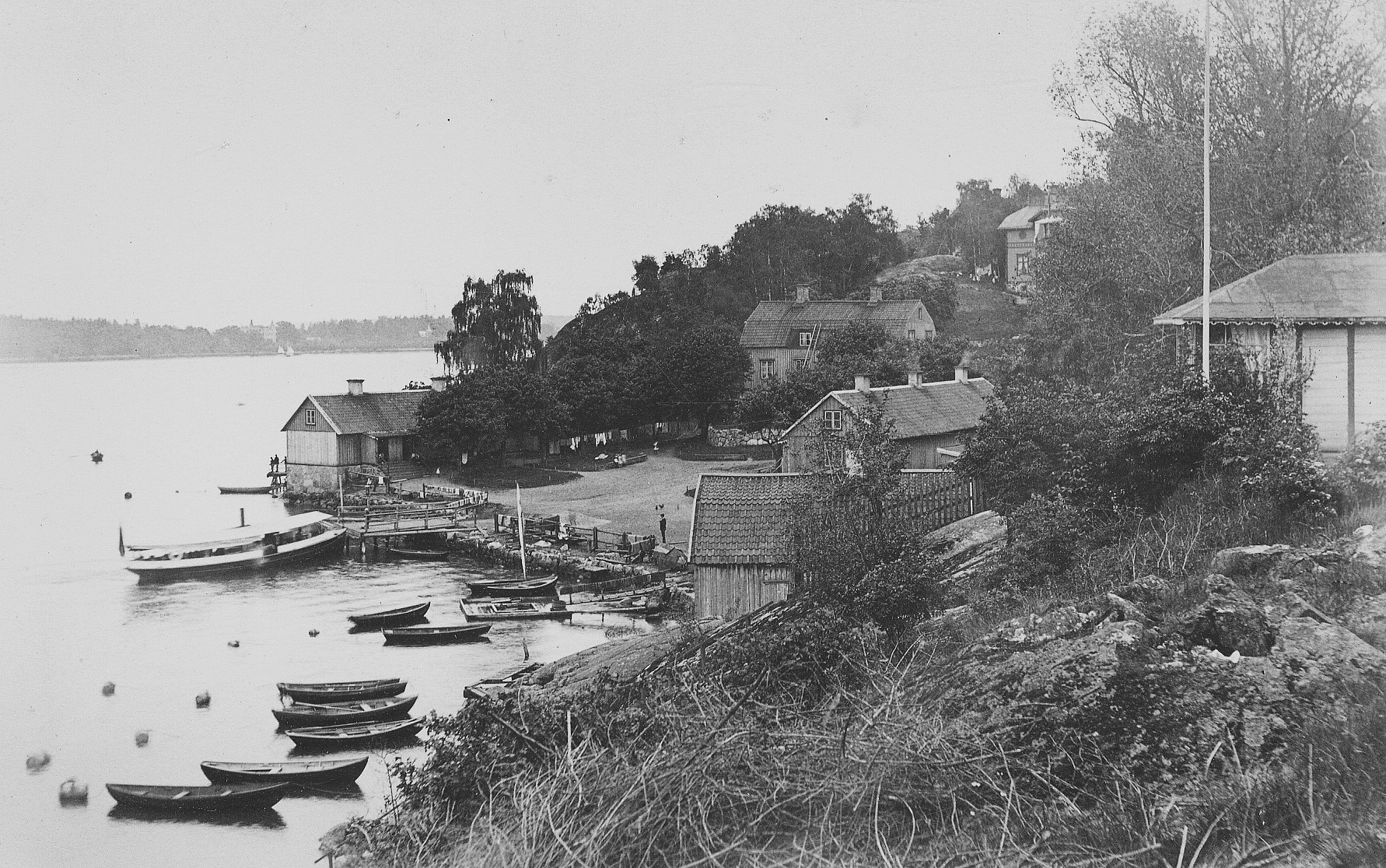
Finnboda torp 1889.

Finnboda var ursprungligen namnet på ett torp under Danvikens Hospital. Man tror att namnet kommer från att platsen användes som hamn för finnskutor, det vill säga båtar från Finland. I början av 1700-talet fanns här ett beckbruk där man tillverkade tjära. Ett nytt beckbruk "Nya Beckbruket" etablerades i början av 1800-talet. Från denna verksamhet finns endast chefsbostaden kvar (se Beckbrukets chefsbostad). Området köptes 1874 av Bergsund Mekaniska Verkstad i syfte att anlägga ett skeppsvarv, men verksamheten kom igång först i början av 1880-talet. Varvet, då kallat Finnboda slip,  var i början en filial till Bergsunds verksamhet vid Hornstull, men blev 1916 ett eget bolag AB Finnboda Varf. Varvet gick slutligen i konkurs år 1991. 
Mellan åren 1902 och 1915 uppfördes det monumentala Danvikshem efter ritningar av arkitekt Aron Johansson på Finnbodaberget som ligger väster om varvet. Dit flyttades vården av de gamla från Danvikens Hospital, som var under avveckling. Danvikshem projekterades för att hysa över fyrahundra boende fördelade på logement i en- och tvåmansrum. Anläggningen har senare byggt ut ett flertal gånger, senast på 1980-talet.
På Finnberget intill varvets östra sida uppfördes på 1940-talet arbetarbostäder för varvets arbetare. Väster om infarten till varvsområdet på Finnboda ligger en ödekyrkogård som dock oftast betecknas som kolerakyrkogård. Den omdiskuterade, men nu nedlagda raveklubben Docklands låg i en svetshall vid Finnboda varv.
Efter att Finnboda Varv lades ner användes de tidigare varvsbyggnaderna för olika kulturella aktiviteter, däribland nu nedlagda raveklubben Docklands som låg i en svetshall, fester inom Stockholm Pride, inspelningsplats för Big Brother, Fröken Sverige-tävlingar m.m.
Mellan 2011 och 2018 uppfördes nya exklusiva bostäder i området. Några av varvsbyggnaderna behölls, och byggdes om till kontor, affärer och bostäder bland dem Finnboda ångmaskinverkstad som inhyser ett inredningsföretag och Finnboda varvs marketenteri "Markan" som är ombyggt till kontor och skola. Finnboda varvs svets- och verkstadshall inhyser bostäder, kontor och områdets livsmedelsbutik (ICA Finnboda). Strängbetongs gamla kontor, tidigare varvets snickeriverkstad, är ombyggd till flerbostadshus. På kajen finns uppfördes en restaurangbyggnad i två plan som fram till 2024 inhyste en krog med namnet Docklands. 2025 öppnar istället Finnboda Hamnkrog i samma lokaler. Andra företag som har etablerat sig i Finnboda är Houdini och Zparq.
Beckbrukets chefsbostad, enda kvarvarande hus från beckbruket, står för närvarande (2022) tomt och förfallet i väntan på renovering.

## Nya byggplaner i Finnboda
Inom planprogrammet för Henriksdal planerar Nacka kommun för c.a 300 lägenheter väster om Finnboda varvs väg. Planerna på att bygga ytterligare c:a 500 lägenheter söder om Finnboda på Henriksdalsberget är vilande för närvarande.
Utvecklingsbolaget Engelbrekt Utveckling har föreslagit att 30 - 40 bostäder och affärslokaler byggs på Finnbodaberget intill Finnboda varvs väg. Även Beckbrukets chefsbostad föreslås rivas och byggas upp igen på nya byggnadens tak.
Exploateringen är en del av Nacka kommuns planer på att förtäta Sicklaön genom att bygga 11 300 bostäder och 10 000 arbetsplatser till 2035.

## Bilder

Före ombyggnad
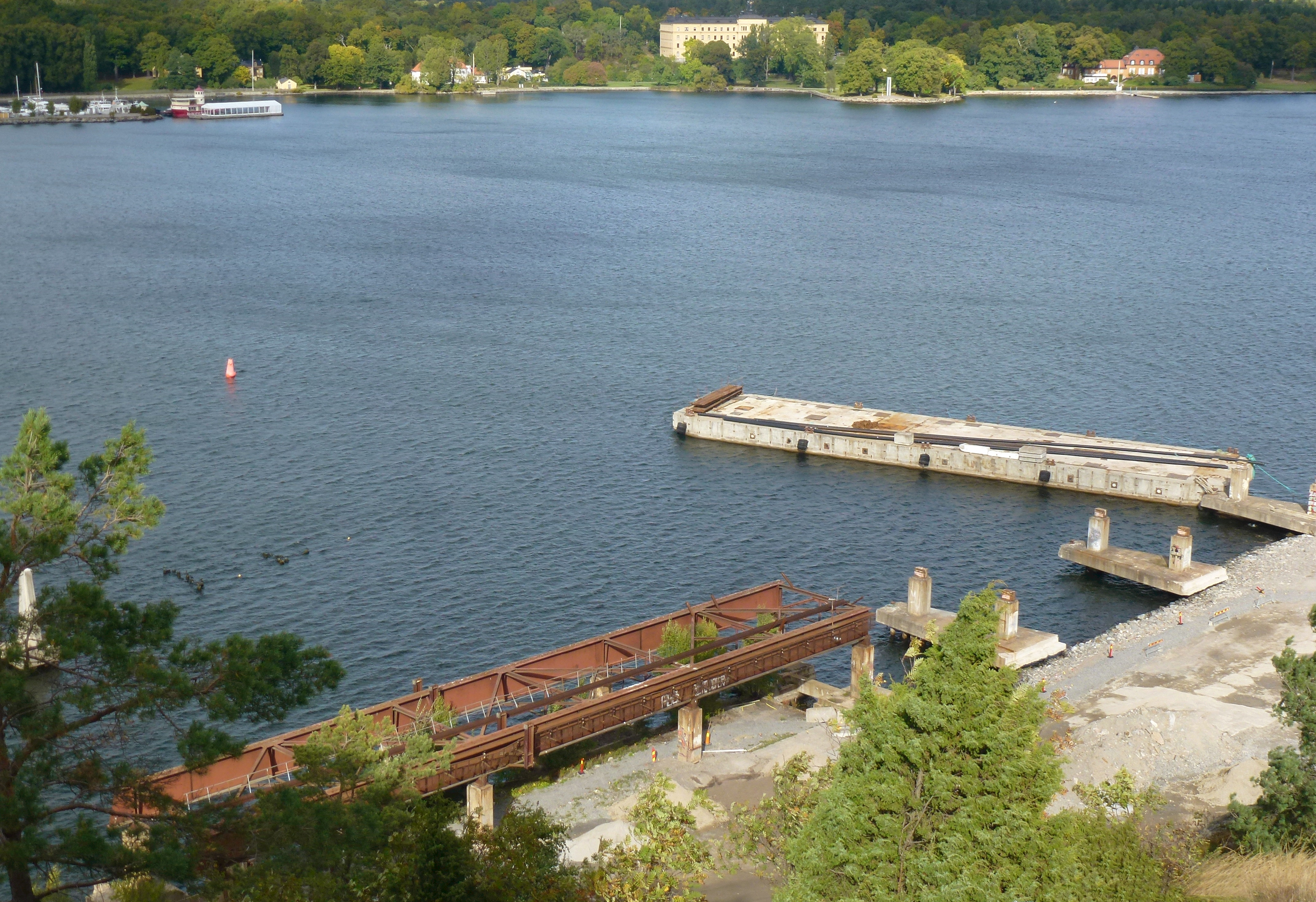
Kajanläggnigar
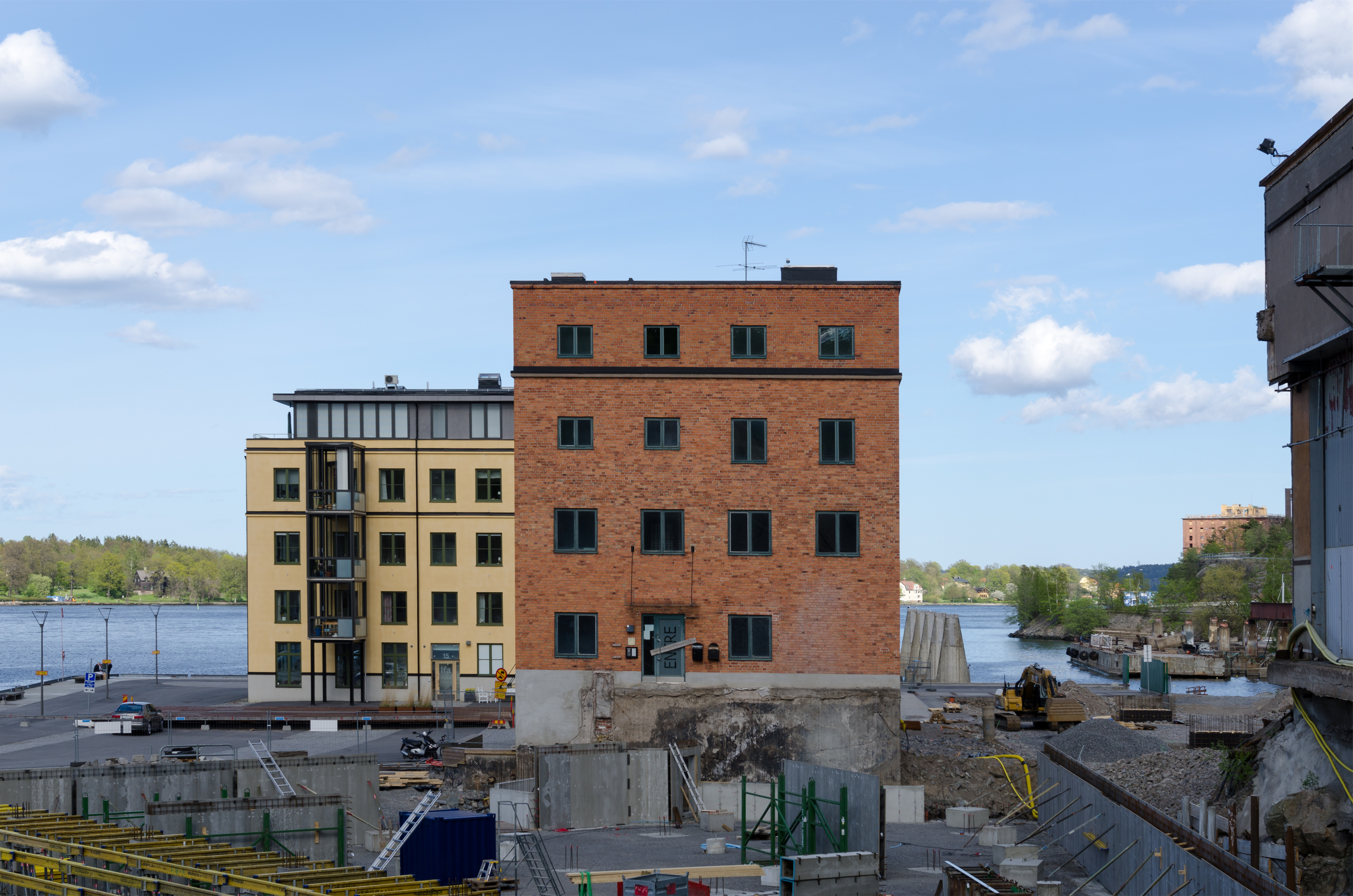
Närmast kameran: gamla verkstadskontoret.
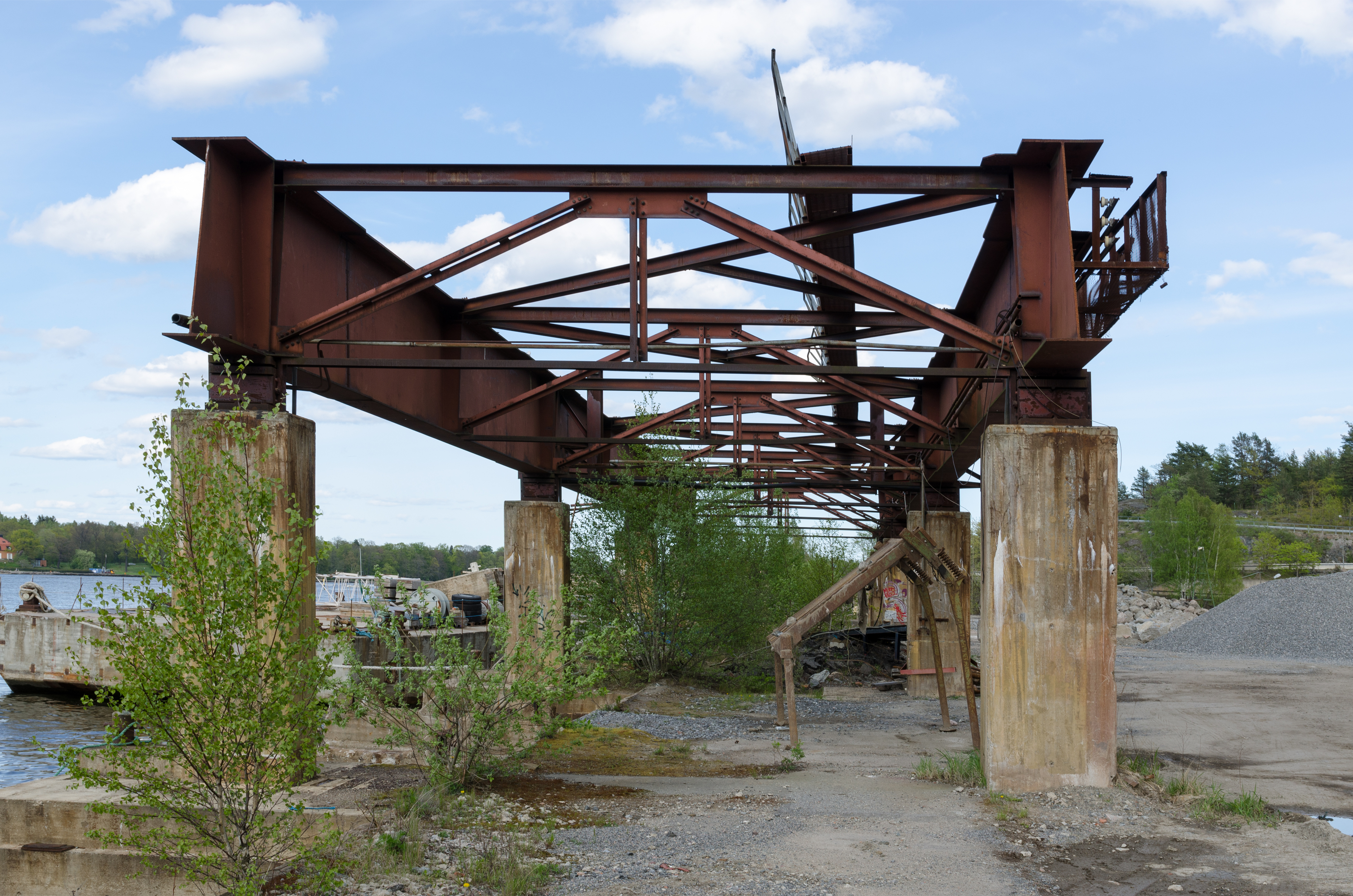
Rester av varvets kranbana.
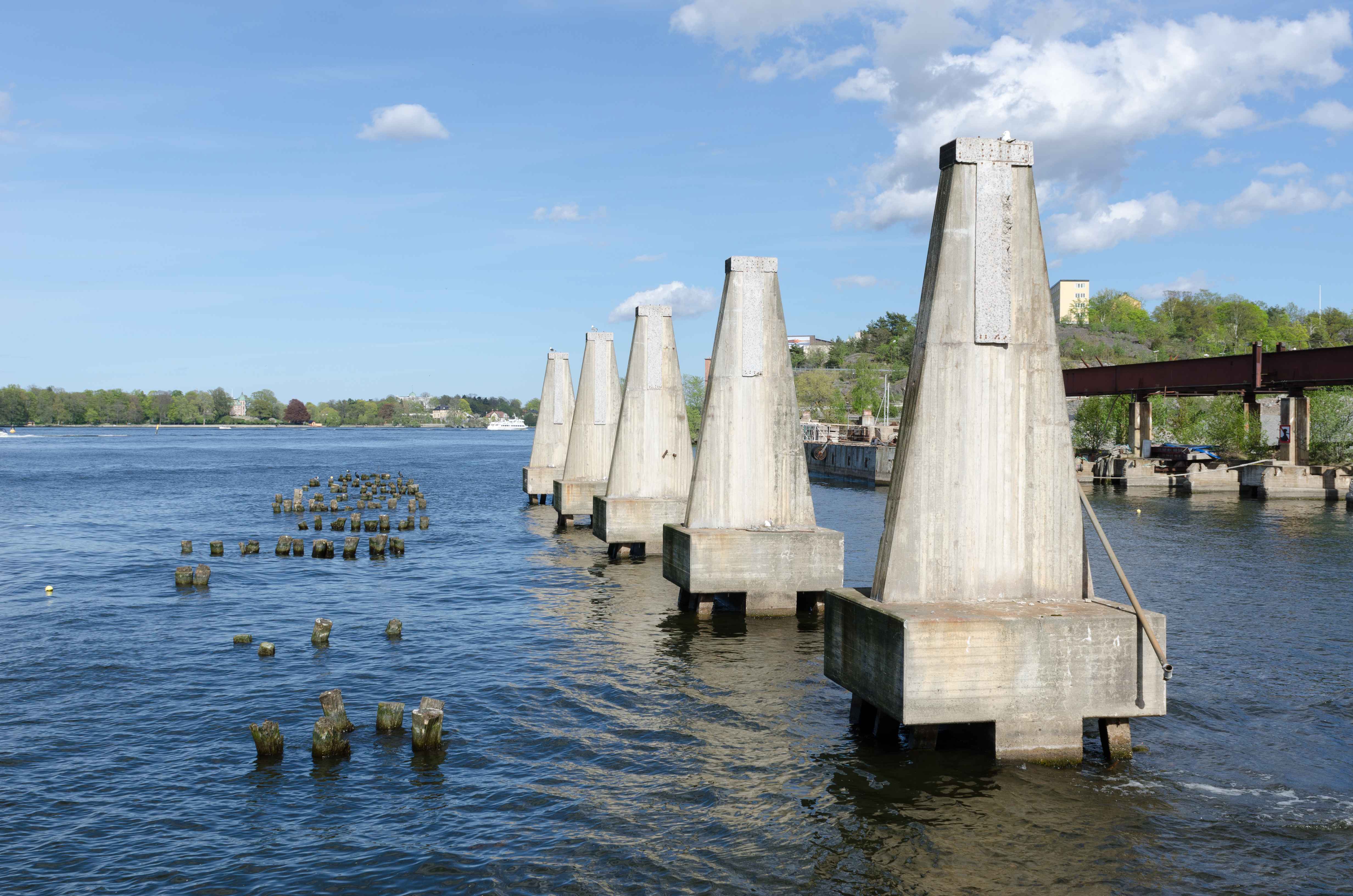
Rester av varvets anläggningar.

Efter ombyggnad
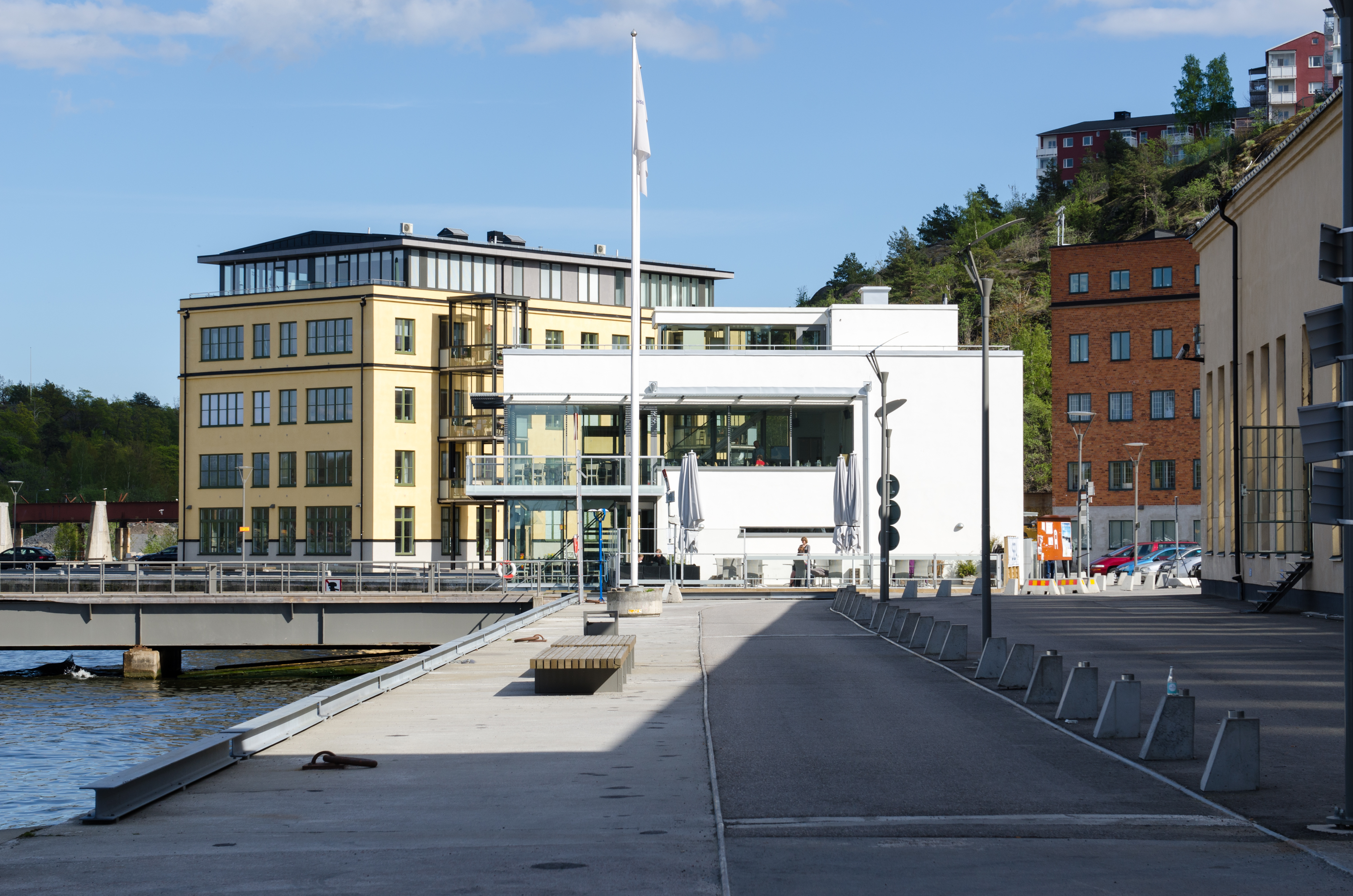
Renoverad äldre varvsbyggnader och en nybyggd restaurang.
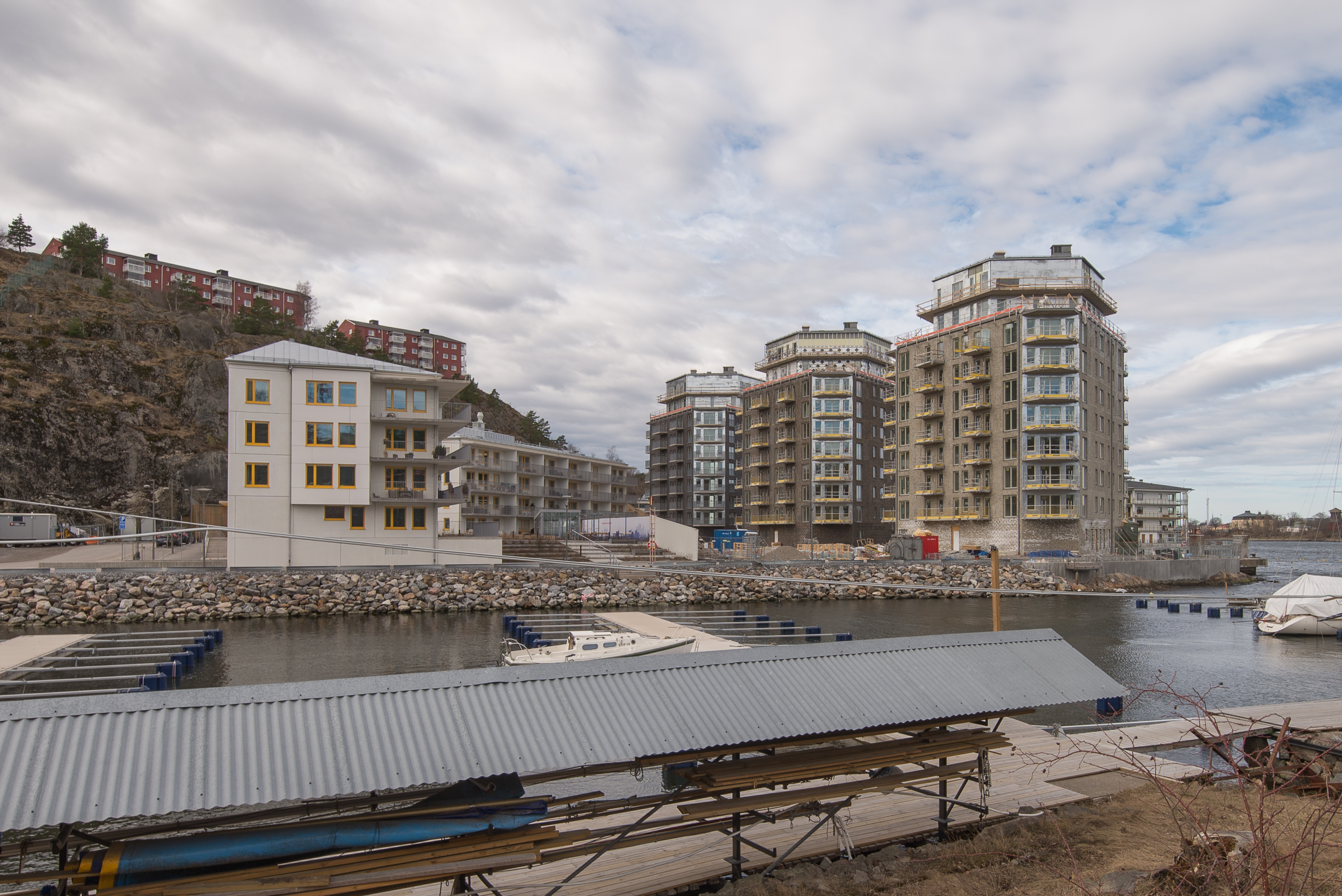
Vy från Kvarholmen.
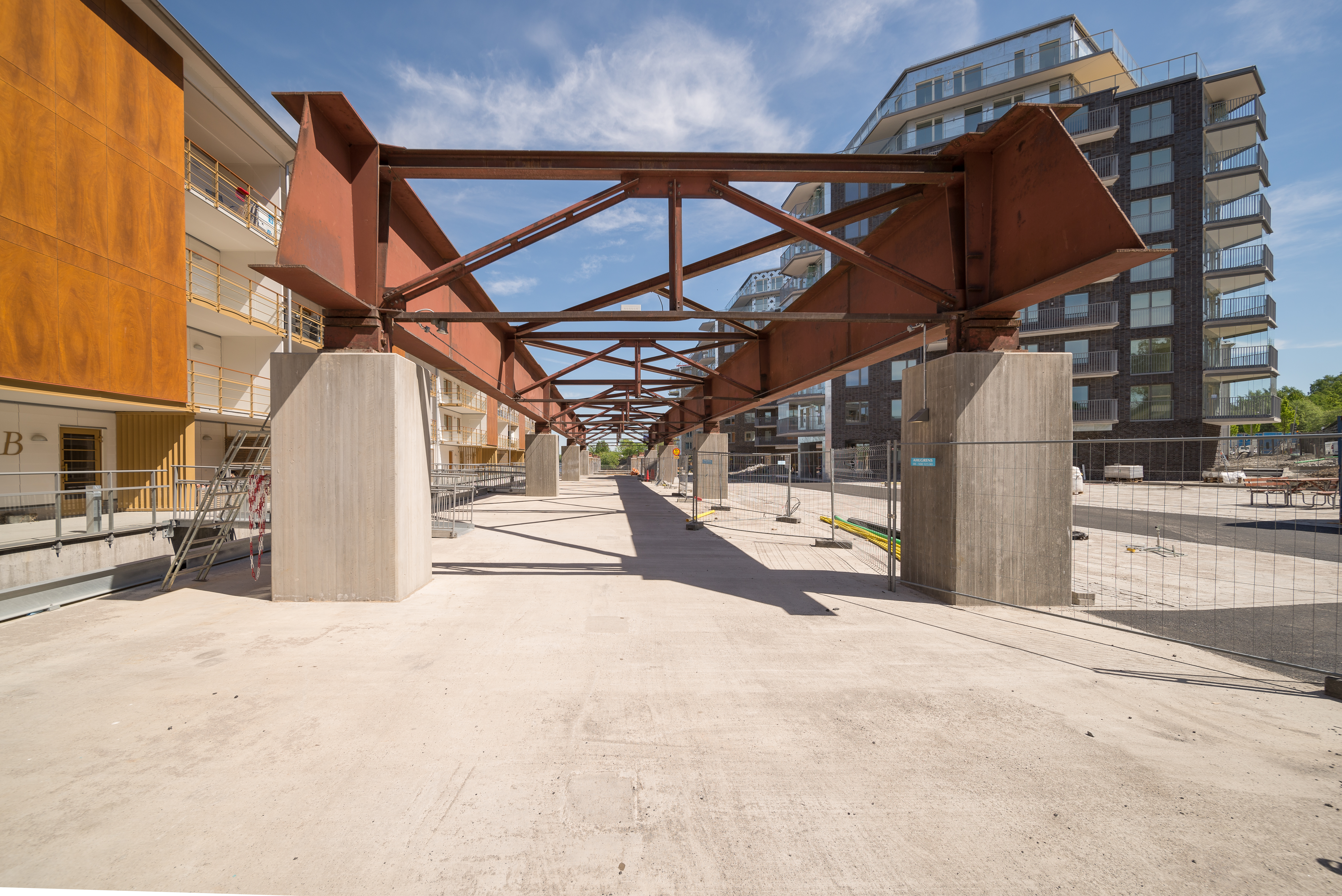
Bevarade kranbanan bland de nya husen.
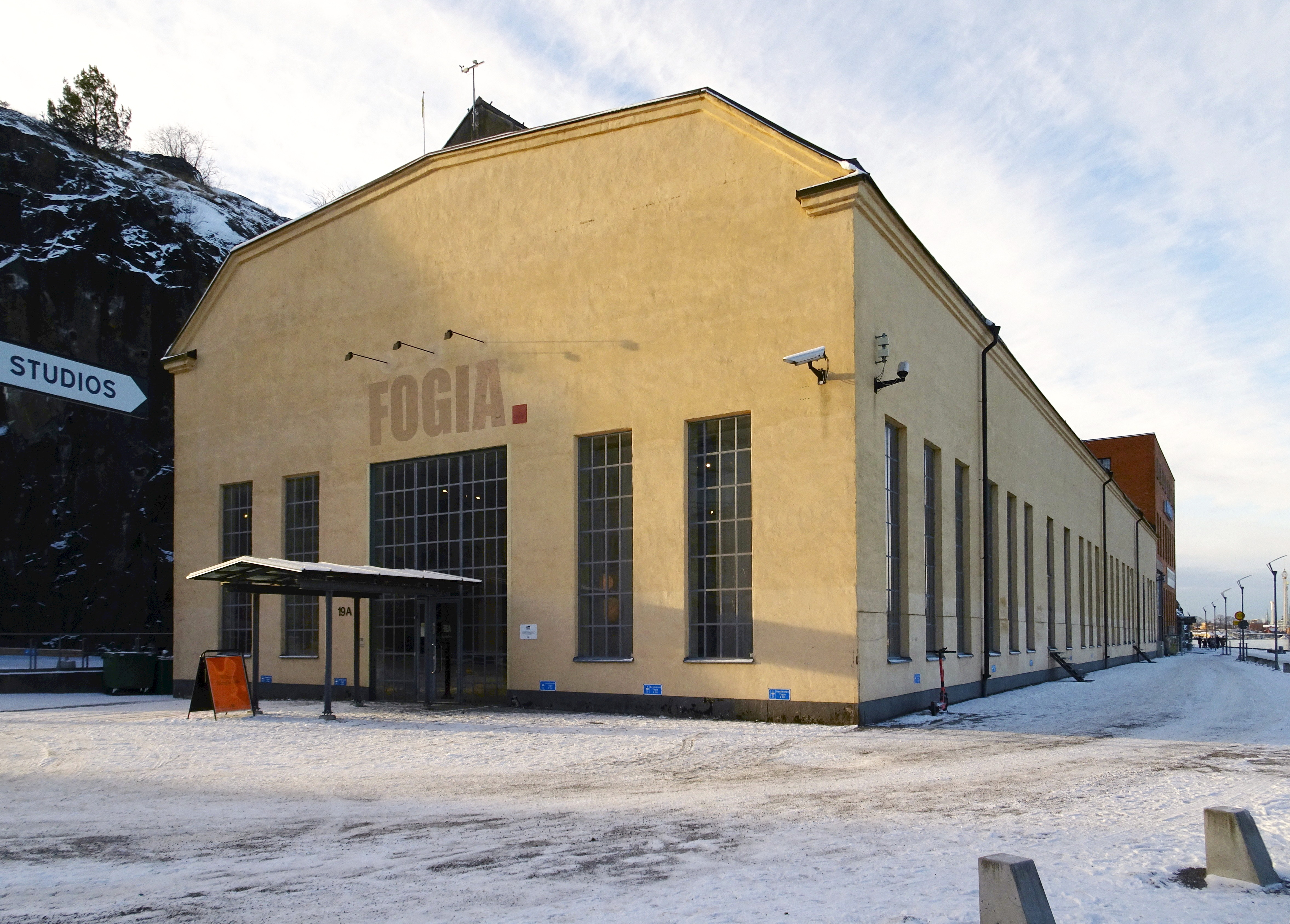
Före detta Finnboda ångmaskinverkstad (nu Fogia).

## Bevarade byggnader från varvstiden
- Beckbrukets chefsbostad
- Finnboda varvs affärs- och ritkontor
- Finnboda varvs svets- och verkstadshall
- Finnboda varvs marketenteri
- Finnboda varvs snickeri- och timmermansverkstad
- Finnboda varvs verkstadskontor
- Finnboda varvs ångmaskinverkstad